# Barranc d'Esplugafreda
El Barranc d'Esplugafreda és un dels barrancs principals de l'antic terme de Sapeira, actualment inclòs en el terme municipal de Tremp, al Pallars Jussà. La seva continuïtat natural cap a ponent és el barranc d'Orrit.
Es forma en el fons de la vall oberta pels barrancs de muntanya que s'uneixen en aquest lloc, a 818 m. alt., en el lloc on es troben el barranc del Regany amb un barranquet que baixa de lo Camp de Trudis, al lloc conegut com lo Regany. És sota mateix del poble de Sapeira, i uns 850 m. al nord-est del d'Esplugafreda.
Els seus 3,5 quilòmetres aproximats de recorregut discorren enterament dins del terme municipal de Tremp, concretament dins de l'antic municipi de Sapeira. Sempre cap a ponent, però fent nombrosos retombs pel fons de la vall, que és bastant pla.
Un cop comença el seu recorregut, rep aviat per la dreta el barranc de Canarill, que neix en el bosc de Sapeira, a llevant de la Roca del Forat dels Coloms, a uns 1.365 m. alt. Més tard li arriba per l'esquerra el barranc dels Botets, que neix a les muntanyes del sud del poble d'Esplugafreda, que s'ha unit prèviament amb el barranc de Rajums, que del sud. No rep cap altre afluent important, i sí, en canvi, tot de curtes llaus procedents de les immediates Ribes de Sant Cosme, que formen el límit meridional d'aquesta vall.
Finalment, a 672 m. alt., conflueix amb el barranc de les Comes, a llevant del lloc conegut com els Puials Rois, pronúncia ribagorçana dels Pujals Roigs. Amb la unió d'aquests dos barrancs es forma el barranc d'Orrit, que n'és la continuïtat cap a ponent.
Aquest barranc pren el nom del poble d'Esplugafreda, en territori del qual s'origina.
Pugen per aquest barranc les pistes que menen als pobles de Sapeira i d'Esplugafreda. La primera té continuïtat cap als pobles de Castellet i d'Espluga de Serra, i la segona cap a Tremp travessant la Serra de Gurp.